# Papaipema triorthia
Papaipema triorthia är en fjärilsart som beskrevs av Dyar 1908. Papaipema triorthia ingår i släktet Papaipema och familjen nattflyn. Inga underarter finns listade i Catalogue of Life.